# دیمیترو اسموچکو
دیمیترو اسموچکو (روسی: Дмитрий Дмитриевич Семочко؛ زادهٔ ۲۵ ژانویهٔ ۱۹۷۹) بازیکن فوتبال اهل اوکراین است.
از باشگاه‌هایی که در آن بازی کرده‌است می‌توان به باشگاه فوتبال شینیک یاروسلاول، باشگاه فوتبال دنیپرو، باشگاه فوتبال متالیست خارکوف، باشگاه فوتبال خیمکی، باشگاه فوتبال الیستا، باشگاه فوتبال اوورلا اوژهورود، باشگاه فوتبال لوچ ولادی‌وستوک، و باشگاه فوتبال کارپاتی لویو اشاره کرد.